# 和知ダム
和知ダム（わちダム）は、京都府船井郡京丹波町小畑字下野に位置する水力発電用ダム。

## 概要
関西電力により、由良川水系由良川に設置された重力式コンクリートダム。1961年に着手、1968年に竣工した。同年12月25日には、和知発電所（5,700kw）が運転を開始した。竣工年は、後述する事故前に完成検査を終えていたとして1967年とするものもある。

## ゲート決壊事故
1967年7月2日、完成検査を終えたばかりのダムで湛水を行っている最中、第三ゲート（高さ12ｍ、幅9m）の操作を行ったところ突然ゲートが吹き飛んだ。既に満水に近い状態であったため大量の水が下流に流出し、下流で釣り人が流されて1人が死亡した。事態を重く見た近畿地方建設局は、「和知ゲート事故技術調査委員会」を組織。調査に当たった結果、ゲート（扉）の重量が安全率を満たす最低限まで軽量化されていたものであったことが判明している。
1967年10月27日、建設省は関西電力に対して和知ダムの改造命令を出した。また、同年11月までにダムの構造令を定めるとともに検査規則を改訂することを発表した。復旧工事は1968年8月17日に着手した。

## 参考リンク
- 『和知ダム ［京都府］（わち）（ダム便覧2021）』（日本ダム協会、2025年2月27日閲覧）